# No Compromise
No Compromise foi uma revista bianual estabelecia em São Francisco, e publicada pela primeira vez no inverno de 1989. Ela abordava aspectos globais dos direitos animais e promovia o veganismo, o que inclui o uso de produtos produzidos sem crueldade.
A revista foi fundada por Freeman Wicklund e teve sua publicação descontinuada após a 28ª edição. Agora é um site para links sobre ação direta, liberacionistas militantes, seus defensores e a Animal Liberation Front.